# Leontodon filii
Leontodon filii é uma espécie de plantas da família Asteraceae, endémica dos Açores, onde é conhecida pelo nome popular de patalugo-maior. Surge nas ilhas Terceira, São Miguel, São Jorge, Pico, Faial e Flores.